# Schloss Menzlas
Das Schloss Menzlas (bzw. das ehemalige Landsassengut Menzlas) ist ein Schloss in Menzlas (Schloßgasse 3), einem Gemeindeteil der Gemeinde Schlammersdorf im oberpfälzischen Landkreis Neustadt an der Waldnaab. Das Lehensgut ist unter der Aktennummer D-3-74-155-8 als Baudenkmal von Menzlas verzeichnet. „Archäologische Befunde und Funde im Bereich des ehem. Schlosses von Menzlas, zuvor spätmittelalterlicher Adelssitz“ werden zudem als Bodendenkmal unter der Aktennummer D-3-6136-0021  geführt.

## Geschichte
Menzlas war ein Nebensitz der Herren von Schlammersdorf. Am 13. April 1408 erhält Konrad Kellner, genannt der Schwab zu Cirkendorf, den Sitz zu Mentzes. 1416 wird es als Leuchtenbergisches Lehen genannt, in dem auch eine Hammerstatt an der Creußen lag. 1439 verkauft Linhardt Schlammersdorfer den Sitz an seinen Schwager Niclas Grieß. 1488 wird Hans Grieß zu Mentzes genannt, 1503 Hans Grieß sel. Söhne. 1518 sind hier Hans, Jorig und Jobst als die Grießenbrüder zu Mezes genannt, 1525 ist Jorig Grieß zu Menzes der alleinige Landsasse. 1557 wird ein Reversbrief für Georg Grieß zu Mentzleß ausgestellt. Vom 3. August 1569 stammt ein Revers von Christoph von Prandt zu Menzlas, Pfleger von Grafenwerdt. 1607 werden hier die Erben des Abraham von Brandt genannt.
Von 1610 datiert ein Reversbrief für Jakob von der Grün. Sein Nachfolger Hans Adam von der Grün († 1639 in Creußen) zu Rothenbruck wird zu Menzlas und Höflas genannt, musste aber 1628 als Protestant seine Güter im Zuge der Gegenreformation abgeben.
Das Lehensgut war 1654 durch Wolf Ernst von Lindenfels auf Weidenberg gekauft und mit dem Landsassengut Schlammersdorf in einer Hand vereinigt worden. In der Folgezeit waren beide Güter von 1710 bis 1836 im Besitz der Familie der Grafenreuther. 1836 ging das Gut Menzlas in den Besitz des Ernst Karl von Hirschberg († 30. Dezember 1849) über, Königlicher Kämmerer und Generalmajor der Landwehr von Oberfranken. 1850 wird hier seine Witwe Caroline Freifrau von Hirschberg genannt. Diese beginnt, das Gut zu zertrümmern.
Mit dem Neubau des Schlosses in Schlammersdorf in den Jahren 1778/79 durch Christoph Ludwig von Grafenreuth hatte Menzlas jedoch seine Funktion als adeliger Wohnsitz verloren. 1857 wird der Bau von Johann und Katharina Schmidt, geborene Kormann, erworben. 1979 wird das Anwesen von Herbert und Rosalinde Schmidt, geborene Wiesnet von Ernstfeld, übernommen.

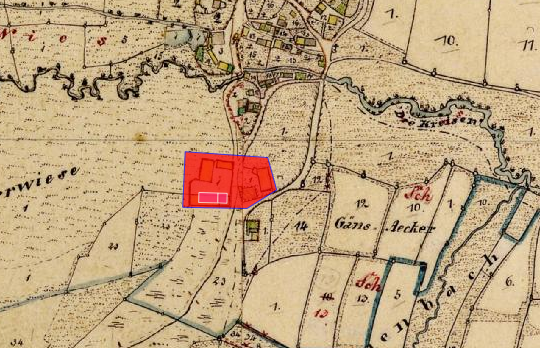
Lageplan von Schloss Menzlas auf dem Urkataster von Bayern

## Baulichkeit
Der Edelsitz wurde in der ersten Hälfte des 18. Jahrhunderts erbaut. Das heutige Gebäude ist ein zweigeschossiger Bau mit einem imposanten Schopfwalmdachbau, er trägt außen die Jahreszahl „1891“, dürfe aber im Kern um 1800 entstanden sein. Nach Westen liegt der ehemalige Stallteil. Das Gebäude konnte 2009 von seinen Besitzern und mit Mitteln des Bayerischen Staatsministeriums für Wissenschaft, Forschung und Kunst unter Gesichtspunkten des Denkmalschutzes renoviert werden.